# Tolania armata
Tolania armata är en insektsart som beskrevs av Goding. Tolania armata ingår i släktet Tolania och familjen hornstritar. Inga underarter finns listade i Catalogue of Life.